# Nicotiana petunioides
Nicotiana petunioides là loài thực vật có hoa trong họ Cà. Loài này được (Griseb.) Millán mô tả khoa học đầu tiên năm 1928.